# Semnocosma necromantis
Semnocosma necromantis är en fjärilsart som beskrevs av Edward Meyrick 1924. Semnocosma necromantis ingår i släktet Semnocosma och familjen praktmalar, Oecophoridae. Inga underarter finns listade i Catalogue of Life.